# Camp du Drap d'Or
Ne doit pas être confondu avec Drap d'or.
Le camp du Drap d'Or est le nom donné à la rencontre diplomatique qui se déroula entre le roi François Ier de France et Henri VIII d'Angleterre du 7 au 24 juin 1520, dans un lieu situé dans le Nord de la France, à Balinghem près de Calais, entre Ardres, appartenant à la France, et Guînes, anglaise à l'époque.

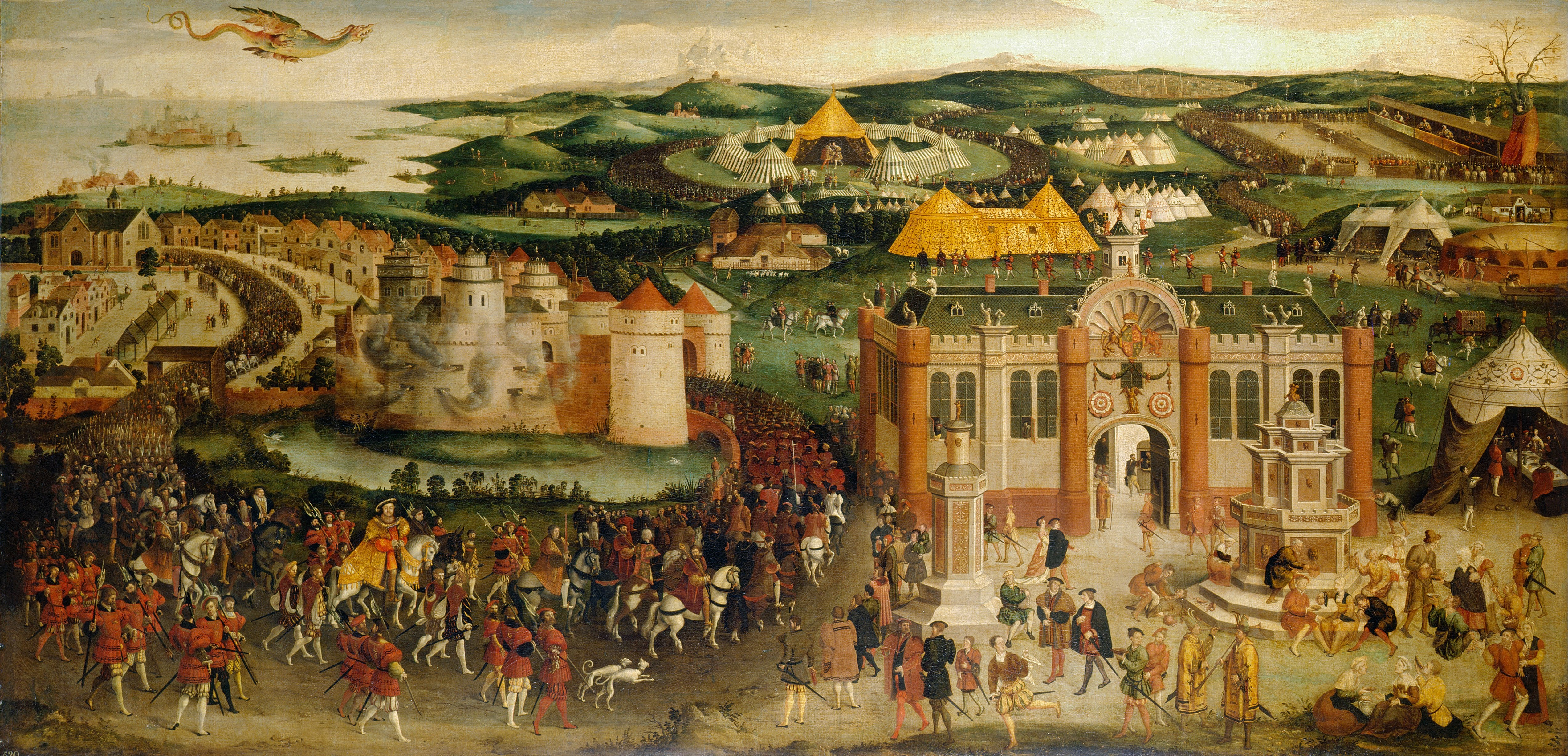
Représentation fictive d'un moment de l'évènement. Henry VIII, sur un cheval en bas à la gauche, se dirige vers site, en haut à la droite. La peinture ayant été réalisée vingt ans après les faits, les habits des personnages sont anachroniques. Huile sur toile de 1545, auteur inconnu

## Contexte

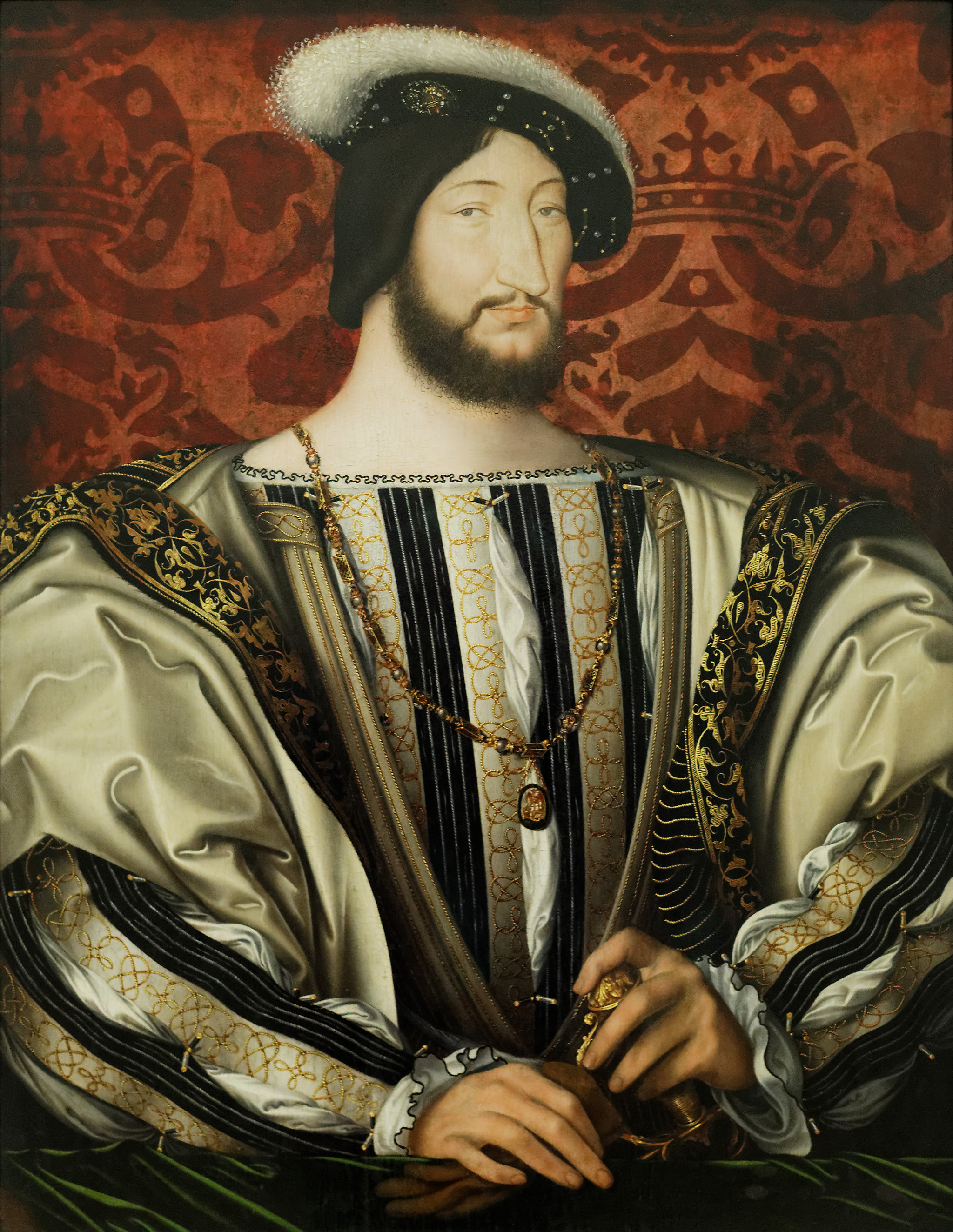
François Ier (portrait par Jean Clouet)
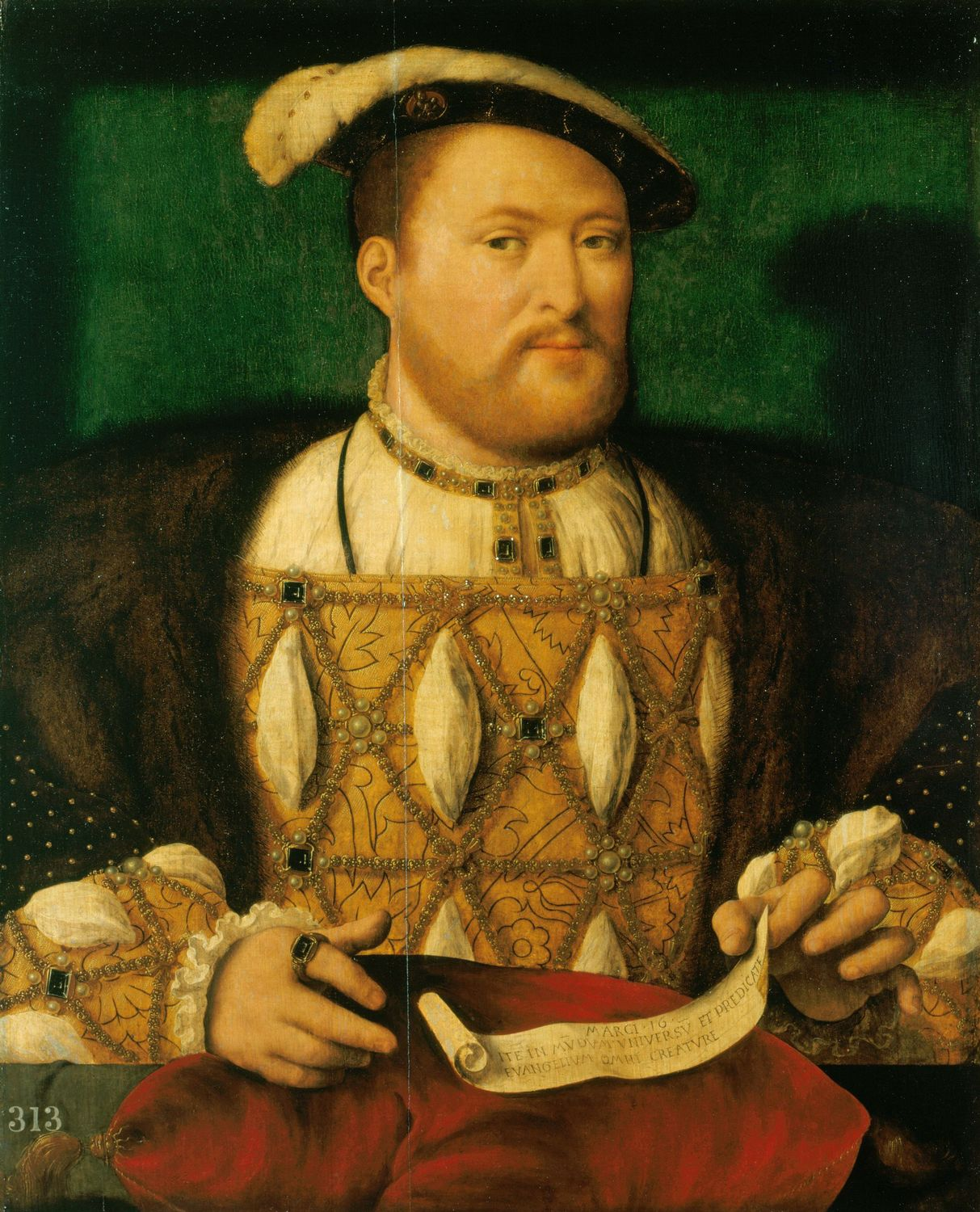
Henri VIII (portrait par Joos van Cleve)

François Ier, roi de France depuis 1515, auréolé de la victoire de Marignan obtenue la même année, a postulé à la couronne impériale (titre d'empereur des romains) en 1519. Son échec et l'élection de Charles Ier d'Espagne (Charles Quint) le poussent à rechercher des alliances en prévision de l'affrontement inévitable avec le nouvel empereur, les ambitions des deux personnages ne pouvant que s'opposer. Une alliance avec l'Angleterre ou au moins un traité de non-agression semblait donc une bonne solution.
Henri VIII, roi d'Angleterre depuis 1509, ne s'oppose pas à cette perspective afin de consolider la paix avec la France (mariage de Louis XII avec sa sœur Marie Tudor en 1514, traité de Londres de 1518). Toutefois il gardait une certaine inclination à se rapprocher de Charles Quint qu'il avait rencontré peu de temps auparavant : il est l'époux de Catherine d'Aragon, tante de Charles Quint, et la politique prudente de son principal conseiller Thomas Wolsey vise à maintenir un équilibre entre grandes puissances. Henri VIII est donc prêt à rencontrer François Ier mais reste à convaincre de choisir l'alliance avec la France, plutôt que le rapprochement avec l'Empire. D'autant que l'Angleterre pouvait le cas échéant, en cas de conflit avec la France, étendre ses possessions en France, à partir de sa tête de pont dans le Calaisis, mais n'avait aucun point de départ pour gagner des territoires éventuels dans les possessions de Charles Quint.
La rencontre de 1520 vient conclure deux ans de négociations : elle a été retardée du fait des prétentions de François Ier à la couronne impériale. Elle a lieu à proximité de Calais, possession anglaise, entre Ardres et Guînes, l'emplacement exact n'étant pas connu, toutes les installations réalisées en vue de cet entretien ayant été démontées après celui-ci. Wolsey fut chargé de choisir le lieu, la date et le déroulement de l'évènement. Tout fut codifié, les deux rois voulant apparaître sur un pied d'égalité. Les interlocuteurs de Wolsey du côté français furent Galiot de Genouillac et Gilles de la Pommeraie.
Il s'agissait a priori de la première rencontre entre les deux hommes. François Ier est âgé de 25 ans et Henri VIII de 28 ans. Ils sont tous les deux des princes de la Renaissance, jeunes, brillants, cultivés. Charles Quint est âgé de 20 ans.

## La rencontre
Le nom de « camp du Drap d'Or » lui est donné à cause du faste que les deux cours rivales y déploient, notamment des tentes tendues de brocart d'or émerveillant les témoins : ainsi le maréchal de Fleuranges décrit dans ses  Mémoires « les plus belles tentes qui furent jamais vues, le plus grand nombre et les principales [étant] de drap d'or, frisé dedans et dehors, tant chambres, salles que galeries et tout plein d'autres de drap d'or ras et toiles d'or et d'argent et avait dessus lesdites tentes forces devises et pommes d'or et quand elles étaient tendues au soleil, il faisait beau voir (...) ».
Le coût de l'opération fut faramineux, surtout en comparaison des piètres résultats obtenus. Les divertissements, joutes, danses, feux d'artifice et banquets tinrent une place essentielle, Thomas Wolsey y avait veillé. Il fallut tout apporter sur place, les artisans et artistes mobilisés durent travailler d'arrache-pied. L'organisation mobilisa les villages et villes voisins : Ardres, Marquise, notamment pour l'acheminement et le stockage des mets et viandes. En tout, cinq mille ouvriers travaillèrent à la réalisation de ce village éphémère. Le camp tire son nom de la décoration de ses tentes, qui rivalisent toutes les unes avec les autres : velours, drap d'or fournis par les soieries de Tours, écussons... Les tentes des deux monarques sont grandioses, un château de bois, de toile et de verre pour le roi d'Angleterre, une immense tente sur laquelle se dresse une statue de Saint-Michel terrassant le dragon, pour le roi de France. Beaucoup de nobles français comme anglais se ruinent pour cette entrevue, les dorures et les vêtements qu'ils arborent sont extrêmement coûteux.

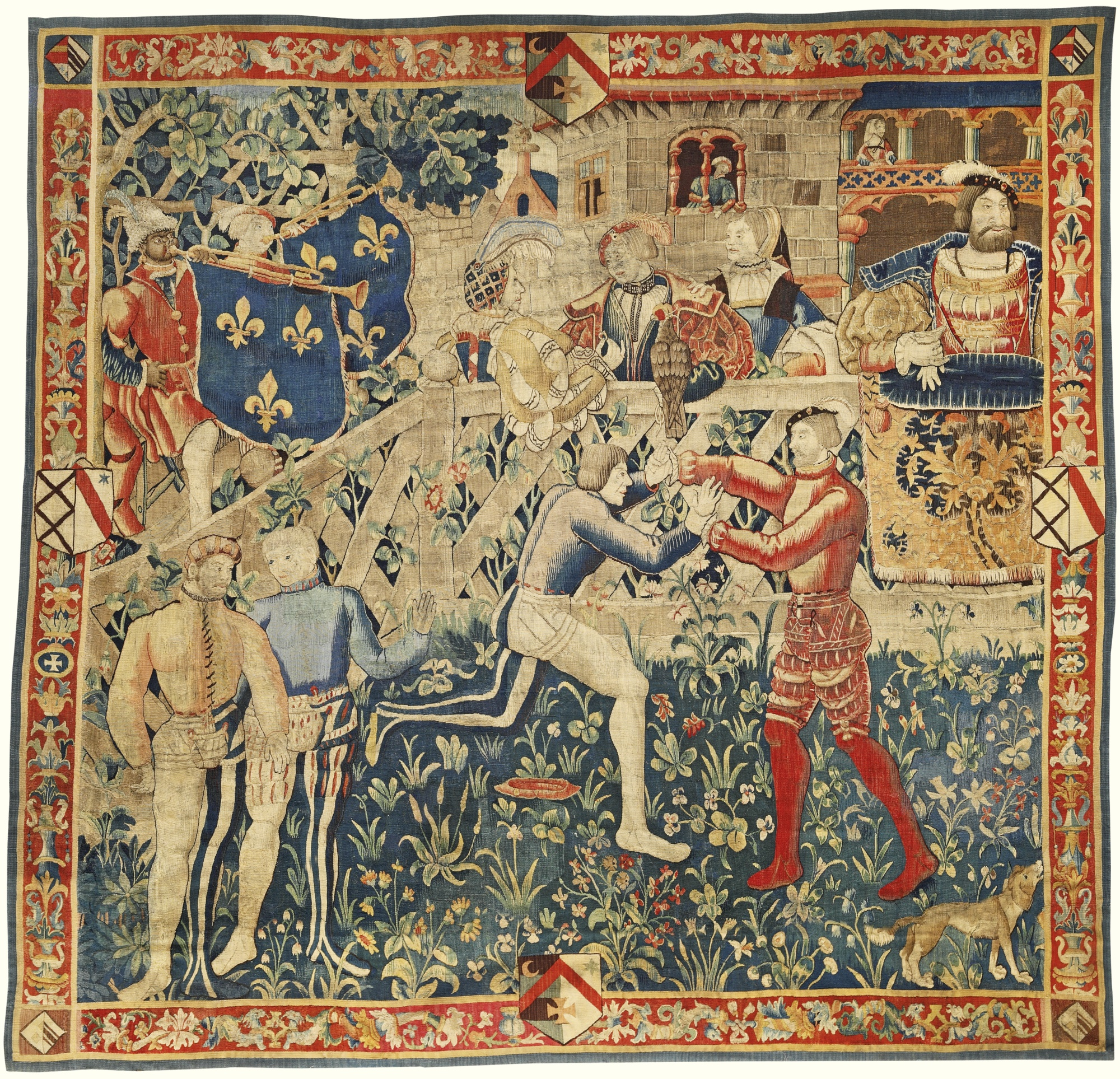
Tapisserie de c. 1520 : combat de lutte lors de la rencontre du Camp du Drap d'Or.

Chaque roi avait invité environ trois mille personnes : l'entourage des rois et reines, nobles, officiers, toute assemblée qu'il fallut loger sous des tentes. De grands personnages de l'époque étaient attendus tels que le connétable de Bourbon, le cardinal Wolsey, ou encore la comtesse de Châteaubriant, maîtresse de François Ier transportée dans une litière luxueuse.
Fleuranges détaille la rencontre des deux souverains comme une suite d'accolades et de politesses, laissant paraître mille arrière-pensées. Très protocolaire, cette rencontre se fait au son des trompettes, des cors et des clairons. Les deux souverains sont montés sur de grands coursiers, tous les deux précédés par leur connétable. François Ier est vêtu de blanc, Henri VIII est drapé d'argent incrusté de pierres précieuses. Les deux hommes sont suivis de leur escorte armée, composée de quatre cents archers et de quatre cents hommes d'armes. Leur première rencontre dans une immense tente, dans laquelle les attendent Wolsey et Bonnivet, se solde au bout d'une heure par des éclats de rire et une familiarité rare pour l'époque entre les souverains anglais et français.
Cette entrevue ouvre néanmoins la porte à un mois de festivités, toutes plus coûteuses les unes que les autres. Les divertissements s'enchaînent, sauf pour la reine Claude, qui est enceinte et semble très épuisée. Elle remplit pourtant son rôle et rencontre le roi d'Angleterre, qui s'agenouille en la voyant avant de l'embrasser.
Entre les festins, les bals, les banquets et les tournois, il n'est pas rare de voir les deux souverains très proches, parlant d'égal à égal. Ils apprennent à se connaître, eux qui sont destinés à régner sur deux des trois plus grandes puissances européennes de l'époque. Ils partagent de nombreux points communs : le sport, les femmes et l'art notamment. François et Henri sont par ailleurs très jeunes, et le roi de France est souvent agacé par tant d'organisation et de protocole, il préfère la spontanéité de leur relation. D'ailleurs, chacun leur tour, les deux monarques rendront des visites totalement informelles à leur homologue, brisant les codes de cette entrevue diplomatique.
Mais les deux rois ne font pas que partager des moments, chacun observe les femmes de la cour de l'autre. Voilà pourquoi Henri VIII repère rapidement la magnifique comtesse de Chateaubriant et que très tôt, François Ier remarque les charmes d'Anne Shelton, soeur du premier duc d'Osmonde, Thomas Boleyn, dont la fille qui n'est encore qu'une enfant sera bientôt l'épouse d'Henri VIII avant que celui-ci ne lui ôte la tête des épaules.
Le 17 juin, Henri VIII et François Ier, accompagnés de leur épouse, se retrouvent pour un grand banquet. Le 19 juin c'est un concours d'arc qui a lieu, gagné par Henri VIII. Le 23 juin, le cardinal Wolsey célèbre une messe, suivie encore de tournois et de joutes.

L'évènement se termine le 25 juin, alors que la veille, Louise de Savoie, reine mère de France, a annoncé qu'une chapelle et un palais seraient construits à l'endroit où le camp se dresse pour que les deux monarques puissent s'y retrouver chaque année. Le projet n'aboutit cependant pas. Chacun des deux rois, accompagné de leur suite, s'en retourne au cœur de son royaume. Le roi de France est dubitatif sur cet évènement, il se questionne sur la solidité des accords signés, surtout après que sa maîtresse l'ait mis en garde contre celui qu'il appelle son « frère » :
— Croyez-vous, m'amye que le roi Henri ne me fasse bonne mine qu'en apparence, alors qu'il se prépare à quelque traîtrise contre moi ?

— Je pense, Mon Cher Sire, qu'il vous faut méfier de cet homme. Quand ses yeux vous contemplent, ils reflètent parfois quelque lueur de fausseté.
François Ier obtint par un traité la confirmation du mariage du dauphin de France (âgé de trois ans) avec Marie Tudor (âgée de 4 ans). Cette proposition a déjà été envisagée par le roi d'Angleterre dès 1518, date à laquelle par un traité, Henri VIII rétrocède Tournai contre six cent mille écus d'or. Cependant l'entrevue est un échec pour le roi de France. Celui-ci ne parvient pas à l'alliance souhaitée, notamment en raison d'une démonstration de puissance et de richesse trop importante de sa part. On peut ainsi citer l'anecdote d'un combat amical de Gouren (lutte bretonne), qui voit François Ier gagner facilement et Henri VIII frustré, lors de cette entrevue. Le roi de France n'obtient que de vagues promesses d'un roi ayant fait le déplacement par simple curiosité et pour soutirer une belle somme d'argent à son homologue français.
Le récit de Martin du Bellay sur la description du camp parle d'« un logis de bois où y avait quatre corps de maison qu'il [le roi d'Angleterre] avait fait charpenter en Angleterre, et amener par mer toute faite, et estoit couverte de toile peinte en forme de pierre de taille, puis tendue par dedans des plus riches tapisseries qui se peuvent trouver ; et estoit le dessein pris sur la maison des marchands à Calais ».
Fleuranges décrit également « la magnificence de leurs accoustremens puisque leurs serviteurs en avoient en si grande superfluité, qu'on nomma ladite assemblée le camp de Drap d'Or ». Il décrit également « un pavillon ayant soixante pieds en quarté le dessus de drap d'or frizé, et le dedans doublé de veloux bleu, tout semé de fleurs de lis de broderie d'or de Chypre, et quatre autres pavillons aux quatre coings, de pareille despense et estoit le cordage de fil d'or de Chypre et de soye bleue turquine, chose fort riche ».

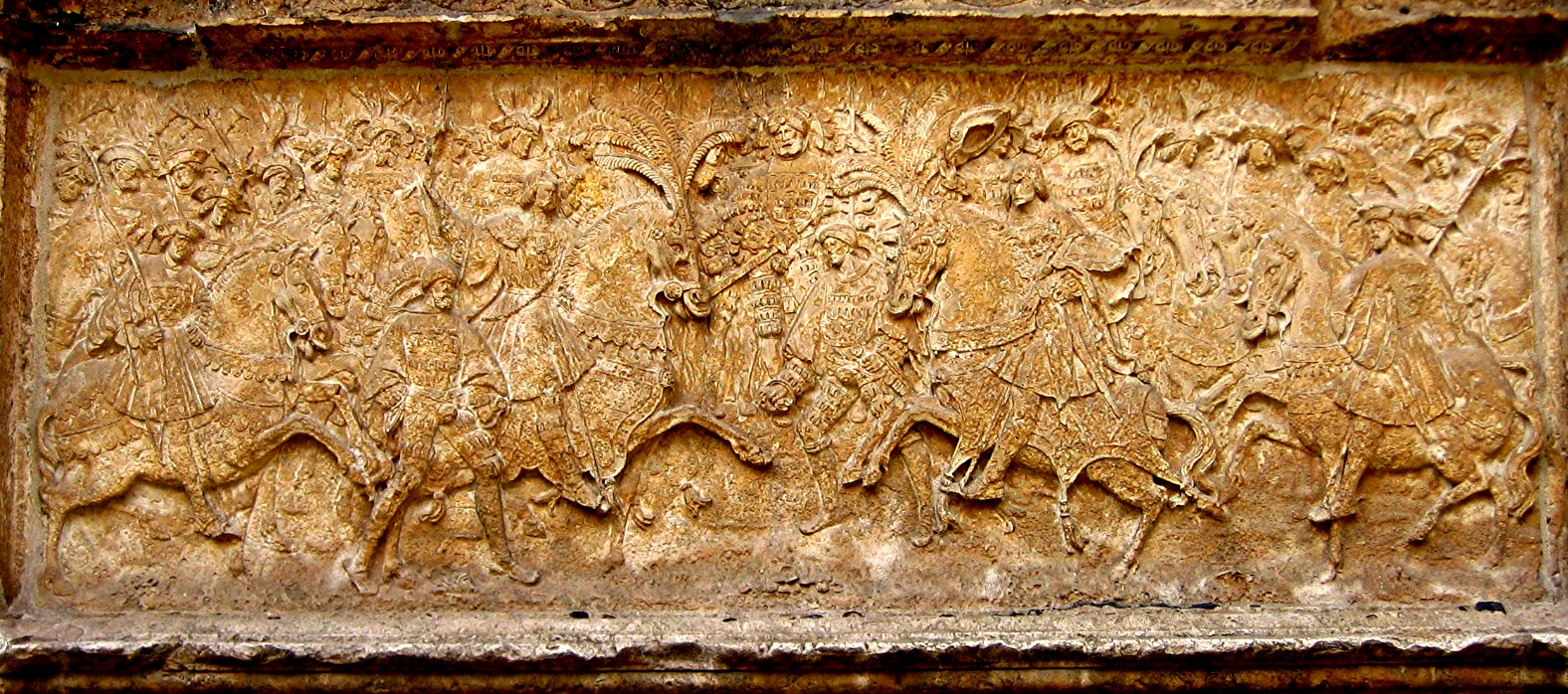
Bas-relief de l'hôtel de Bourgtheroulde à Rouen.

L'entrevue du camp du Drap d'Or est représentée sur les bas-reliefs en pierre de l'hôtel de Bourgtheroulde à Rouen, qui datent du XVIe siècle.
Elle a également donné lieu à un projet de reconstitution virtuelle. En effet, le projet « Camp du drap d’or numérique » ambitionne de reconstruire virtuellement cet événement en partant des textes (faute de vestige archéologique et de trace iconographique) dans une démarche historienne.

## Suites de la rencontre
Elles furent bien minces : il y eut le projet de mariage évoqué ci-dessus mais il ne se réalisa pas. Des discussions diplomatiques eurent lieu sur des sujets déjà souvent abordés à propos de leurs relations et de leurs possibilités d'action commune mais rien de bien concret n'en ressortit.
François Ier, déjà endetté lors de sa tentative pour être élu empereur, creuse un peu plus la dette de la France. Néanmoins la rencontre assure la nette supériorité du royaume de France, tant sur la qualité de son artisanat que sur le luxe et le talent militaire dont elle peut faire preuve.
La rencontre donna lieu à de nombreuses démonstrations d'affection mais les antagonismes demeurèrent. Moins d'un mois plus tard, le 14 juillet 1520, Henri VIII rencontra Charles Quint, à l'instigation du cardinal Wolsey, à Gravelines. Il semble que Charles Quint s'était concilié l'appui du cardinal Wolsey en lui faisant miroiter son soutien pour l'accession au Pontificat. L'entrevue se conclut par un traité d'amitié qui se transforma en 1521 en véritable alliance contre la France.
La ville d'Ardres fut une des principales bénéficiaires de la rencontre : le bois utilisé fut récupéré pour fortifier la ville en prévision d'un futur affrontement avec Charles Quint. De même d'autres éléments en bois vinrent renforcer les moyens de l'artillerie française.
Dès 1521 commence le conflit entre les trois puissances, France contre Empire et Angleterre. Une armée anglaise quitte Calais en 1522 et la première ville française assiégée fut Ardres. Ces affrontements vont conduire à la bataille de Pavie en 1525 où François Ier sera fait prisonnier.
Une stèle commémore la rencontre à Balinghem, au bord de la RD 231 (route de Marquise), aux Longs Tours.